# Martin H. Schmidt
Martin H. Schmidt (* 23. Dezember 1937 in Bautzen) ist ein deutscher Psychiater, Psychotherapeut und Autor. Er ist emeritierter Hochschullehrer.

## Leben
Martin H. Schmidt studierte Medizin und Psychologie an der Universität zu Köln und der Rheinischen Friedrich-Wilhelms-Universität Bonn. 1964 legte er die Examina in beiden Fächern ab, promovierte 1965 zum Doktor der Medizin (Dr. med.) und 1970 zum Doktor der Naturwissenschaften (Dr. rer. nat.). Von 1968 bis 1972 absolvierte Schmidt die Ausbildung zum Facharzt für Psychiatrie und Psychotherapie an der Uniklinik Köln und dem Universitätsklinikum Frankfurt am Main. 1974 habilitierte er und folgte dem Ruf der Medizinischen Fakultät Mannheim der Ruprecht-Karls-Universität Heidelberg auf das Ordinariat für Kinder- und Jugendpsychiatrie. Am 1. September 1975 wurde er ärztlicher Direktor der Kinder- und Jugendpsychiatrischen Klinik am Zentralinstitut für Seelische Gesundheit. Obgleich er von den Universitäten Köln, Zürich, Berlin und Frankfurt am Main berufen wurde, behielt Schmidt bis zu seiner Emeritierung im Jahr 2006 den Lehrstuhl an der Universität Heidelberg inne, in den letzten Jahren als stellvertretender Direktor des Zentralinstituts für Seelische Gesundheit.

## Leistungen
Martin H. Schmidt hat am Zentralinstitut für Seelische Gesundheit in Mannheim „eine der erfolgreichsten kinder- und jugendpsychiatrischen Forschungsabteilungen aufgebaut“. „Das hohe wissenschaftliche Ansehen führte dazu, dass Martin Schmidt in eine Vielzahl von Gremien berufen wurde“, so war er Sprecher verschiedener Sonderforschungsbereiche und Vorsitzender von Fachverbänden.  Im Jahr 1998 wurde er zum Mitglied der Leopoldina gewählt.

## Kritik
Den ursprünglich gemeinsam mit Franz Petermann und Manfred Döpfner verfassten Ratgeber aggressives und oppositionelles Verhalten bei Kindern – inzwischen mit neuer Mitautorin in dritter Auflage erschienen – nannte die Psychoanalytikerin Ann Kathrin Scheerer einen „schmalbrüstigen“ Ratgeber, der „eine bestürzende Ähnlichkeit mit den Empfehlungen von Johanna Haarer in ihrem nationalsozialistischen Standardwerk ‚Die Mutter und ihr erstes Kind‘ von 1938“ zu erkennen gebe.

## Ehrungen
- Ehrenvorsitzender der Deutschen Gesellschaft für Kinder- und Jugendpsychiatrie, Psychosomatik und Psychotherapie (DGKJP).[6]

## Veröffentlichungen
(Auswahl)
- Kinder- und Jugendpsychiatrie. Kompendium für Ärzte, Psychologen, Sozial- und Sonderpädagogen. 2., überarb. und erw. Aufl. Deutscher Ärzte-Verlag, Köln 1999, ISBN 3-7691-1131-1.
- mit Helmut Remschmidt, Fritz Poustka (Hrsg.): Multiaxiales Klassifikationsschema für psychische Störungen des Kindes- und Jugendalters nach ICD-10 der WHO. 5., vollst. überarb. und erw. Aufl. Huber, Bern 2006, ISBN 3-456-84284-8.
- mit Bernhard Blanz, Helmut Remschmidt, Andreas Warnke: Psychische Störungen im Kindes- und Jugendalter. Ein entwicklungspathologisches Lehrbuch. Schattauer-Verlag, Stuttgart 2006, ISBN 3-7945-2175-7.